# أوسكار أريكسون
أوسكار أريكسون (بالسويدية: Oskar Eriksson)‏ هو لاعب كرلنغ سويدي، ولد في 29 مايو 1991 في كارلستاد في السويد.

## وصلات خارجية
- أوسكار أريكسون على موقع الاتحاد الدولي للكرلنغ (الإنجليزية)
- أوسكار أريكسون على موقع اللجنة الأولمبية الدولية (الإنجليزية)
- أوسكار أريكسون على موقع أوليمبيديا (الإنجليزية)
- أوسكار أريكسون على موقع اللجنة الأولمبية السويدية (السويدية)